# Repovac
Repovac är ett samhälle i Bosnien och Hercegovina.   Det ligger i entiteten Republika Srpska, i den östra delen av landet, 90 km öster om huvudstaden Sarajevo. Repovac ligger 205 meter över havet och antalet invånare är 373.
Terrängen runt Repovac är huvudsakligen kuperad. Repovac ligger nere i en dal. Närmaste större samhälle är Bratunac, 1,2 km öster om Repovac. 
Omgivningarna runt Repovac är en mosaik av jordbruksmark och naturlig växtlighet. Runt Repovac är det ganska tätbefolkat, med 67 invånare per kvadratkilometer.